# Scalmicauda actor
Scalmicauda actor är en fjärilsart som beskrevs av Sergius G. Kiriakoff 1968. Scalmicauda actor ingår i släktet Scalmicauda och familjen tandspinnare. Inga underarter finns listade.